# Consejo Ministerial del Reino de Montenegro

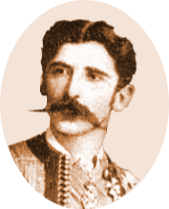
Voivoda Božo Petrović, presidente a largo plazo del Consejo de Estado

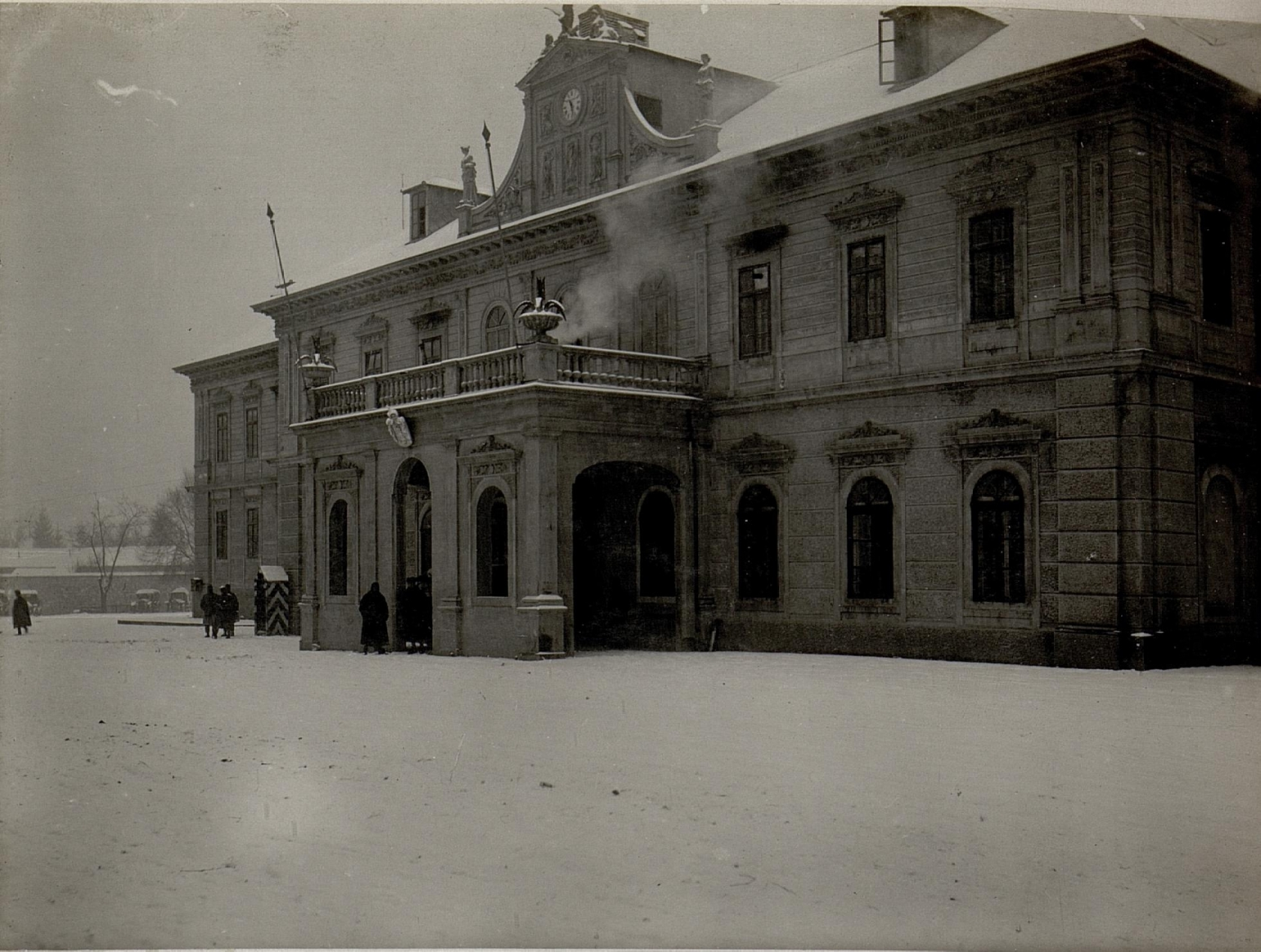
Casa de Gobierno en Cetiña en febrero de 1916 durante la ocupación austrohúngara

El Consejo Ministerial o Consejo de Ministros del Reino de Montenegro (serbio/montenegrino: Министарски савјет Краљевине Црне Горe;  Ministarski savjet Kraljevine Crne Gore) era el órgano administrativo central del Reino de Montenegro.

## Historia
El predecesor del Consejo Ministerial con función de gobierno principesco fue el Consejo de Estado fundado en 1879 en Cetiña.
En 1916, había ocho presidentes del Consejo de Ministros y se formaron un total de 14 gobiernos. El presidente del Consejo de Estado de 1879 a 1905 fue continuamente el duque Božo Petrović. Tras la promulgación de la Constitución de Nikolás (1905), Lazar Mijušković se convirtió en el primer presidente del Consejo de Ministros.
Después de Lazar Mijušković (1905—1906), los presidentes fueron: Marko Radulović (1906—1907), Andrija Radović (1907), Dr. Lazar Tomanović (1907—1910;  1910—1912), General Mitar Martinović (1912—1913) y General Janko Vukotić (1913—1915).
Lazar Mijušković (1915-1916) estuvo nuevamente al frente del último Consejo Ministerial del país. A principios de 1916, el rey montenegrino Nikola I Petrović abandonó el país tras el colapso militar de la Primera Guerra Mundial y se exilió en Francia.

## Composición
Según la Constitución de Nicolás (1905), el Consejo de Ministros estaba a la cabeza de la función pública y dependía directamente del príncipe señor. El Consejo Ministerial estaba compuesto por ministros designados para determinadas profesiones de la administración estatal. El príncipe nombró y destituyó a todos los ministros. Uno de los ministros fue nombrado por el príncipe presidente del Consejo de Ministros. En 1914 había siete ministros: Justicia, Educación y Asuntos Eclesiásticos, Asuntos Internos, Asuntos Exteriores, Finanzas, Ejército, Economía Nacional y Construcción.
Los ministros eran responsables ante el príncipe y la Asamblea Popular de sus actos oficiales. Tenían derecho a acusar al ministro:
- Si cometió traición a la patria o al gobernante;

- Si violaría la Constitución;

- Si recibió un soborno;

- Si dañaría al Estado por interés propio;

- Por emitir una orden a las autoridades regionales para violar las disposiciones de la ley electoral que garantizaba a los ciudadanos montenegrinos el libre derecho de voto;

- Por impedir deliberadamente, abusando de su autoridad, la aplicación de leyes o decisiones legislativas o la ejecución de sentencias judiciales, en los casos en que ello cause daño a intereses estatales o privados;

- Por presentar maliciosamente informes falsos al príncipe o a la Asamblea Popular, cuando como consecuencia de ellos se tomarían decisiones legislativas perjudiciales para el Estado.

La propuesta para acusar al ministro debía presentarse por escrito y contener todos los puntos de acusación. Cuando la acusación la hiciera el príncipe, sería firmada por el presidente del Consejo de Ministros. Cuando la propuesta de impeachment surgió de la mitad de la Asamblea Popular, tuvo que ser firmada por al menos un tercio de todos los parlamentarios. Si ninguno de los puntos de la acusación era aceptado por la mayoría constitucionalmente determinada de dos tercios de todos los diputados presentes, la propuesta de acusación era rechazada. Si la Asamblea Popular decide que hay lugar para acusaciones, el caso se remite al comité de investigación para presentar una demanda ante el Tribunal Estatal.
El ministro acusado fue juzgado por el Tribunal Estatal compuesto por miembros del Consejo de Estado y miembros del Gran Tribunal. El Presidente de la Asamblea Popular utilizó un dado para determinar tres miembros del número total de miembros del Consejo de Estado, así como tres miembros del número total de miembros del Gran Tribunal. Las seis personas así elegidas constituyeron el Tribunal del Estado.